# Kate Kendall
Kate Kendall es una actriz australiana, conocida por haber interpretado a Angie Piper en la serie Stingers y a Lauren Carpenter en la serie Neighbours.

## Biografía
Es hija de David Kendall y estudió en el Centre for Performing Arts CPA, ahora conocida como Adelaide Centre for the Arts en Adelaida.  
En 2002 comenzó a salir con el exjugador de fútbol australiano Wayne "Johnno" Johnson, la pareja se casó el 28 de noviembre de 2004. Kate y Wayne tuvieron su primer hijo, Darcy Johnston, en 2009. Kate se convirtió en madrastra de sus cinco hijos, Marc, Tomi, Matt, Clay y Elli Johnston.

## Carrera
En 1998 se unió al elenco principal de la serie policíaca Stingers donde interpretó a la detective de la policía Angie Piper  hasta el final de la serie en el 2004.
En 2002 se unió al elenco de la serie Conspiracy 365 donde interpretó a Emily Ormond, la madre de Callum "Cal" Ormond (Harrison Gilbertson) un joven que se ve forzado a huir luego de descubrir la verdad acerca de la muerte de su padre y su tío, hasta el final de la serie ese mismo año.
El 7 de febrero de 2013 Kate se unió al elenco principal de la popular serie australiana Neighbours donde interpretó a Lauren Carpenter, la hija de Lou Carpenter hasta el 7 de abril de 2017 después de que su personaje decidiera mudarse a Gold Coast junto a Brad. En junio del 2017 y el 1 de marzo de 2018 realizó apariciones especiales en la serie. Anteriormente Lauren fue interpretada por la actriz Sarah Vandenbergh de 1993 a 1994.

## Filmografía[6]

### Series de televisión
| Año               | Título           | Personaje         | Notas                                            |
| ----------------- | ---------------- | ----------------- | ------------------------------------------------ |
| 2013 - 2017, 2018 | Neighbours       | Lauren Carpenter  | 444 episodios                                    |
| 2012              | Conspiracy 365   | Emily Ormond      | 12 episodios                                     |
| 2010              | Rush             | Nicolette         | episodio "Don't let Her that close with a Knife" |
| 2010              | The Pacific      | Betty Leckie      | episodio "Home"                                  |
| 2009              | City Homicide    | Jacinta Hansard   | episodio "In Wolf's Clothing"                    |
| 2007              | The Librarians   | Jacinta McSweeney | 3 episodios                                      |
| 2007              | The Starter Wife | Lisa              | 3 episodios                                      |
| 1998 - 2004       | Stingers         | Angie Piper       | 192 episodios                                    |
| 1999              | Farscape         | Sargento          | episodio "Exodus from Genesis"                   |
| 1997              | Blue Heelers     | Rosie Burgess     | episodio "Containing the Rage"                   |

### Películas
| Año  | Título        | Personaje      | Notas |
| ---- | ------------- | -------------- | --- |
| 2012 | 10Terrorists  | Oficial Connor | junto a Leah de Niese, Melissa Bergland, Richard Cawthorne, Sachin Joab & Nick Farnell                                    |
| 2010 | Matching Jack | Registradora   | junto a Jacinda Barrett, Richard Roxburgh, James Nesbitt, Kodi Smit-McPhee, Yvonne Strahovski, Colin Friels & Jane Allsop |
| 2008 | Belladona     | Katherine      | junto a Indiana Avent, Hannes Berger, Anne Cordiner, Katie Jean Harding & John Jacobs                                     |
| 2008 | Night Train   | -              | corto - junto a Victoria Hill, Savannah Lind & Gary Waddell                                                               |
| 2007 | St. George    | -              | corto - junto a Steve Bastoni, Vince Colosimo, Kate Neilson & Dale Reeves                                                 |
| 2000 | On the Beach  | Jenny Albani   | junto a Armand Assante, Rachel Ward, Bryan Brown, Jacqueline McKenzie, Grant Bowler & Steve Bastoni                       |
| 1999 | Dead End      | Joven          | junto a William Snow, Victoria Hill, Matthew Dyktynski & Peter Hardy                                                      |

### Directora
| Año  | Título             | Notas            |
| ---- | ------------------ | ---------------- |
| 2010 | Marcel & Albertine | obra - directora |

### Teatro
| Año  | Obra                                               | Personaje       | Director (a)    | Teatro              | Notas                                                       |
| ---- | -------------------------------------------------- | --------------- | --------------- | ------------------- | ----------------------------------------------------------- |
| 2012 | An Officer & A Gentleman                           | Lynette Pomeroy | Simon Phillips  | Lyric Theatre       | junto a Peter Hardy, Tara Morice & Josef Brown              |
| 2011 | Next to Normal                                     | Diana           | Dean Bryant     | Playhouse Theatre   | junto a Matt Hetherington, Gareth Keegan & Christy Sullivan |
| 2010 | Richter/Meinhof-Opera                              | Ulrike Meinhof  | David Chesworth | -                   | junto a Hugo Race                                           |
| 2010 | Furious Mattress                                   | Else            | Tim Maddock     | Beckett Theatre     | junto a Rita Kalnejais, Robert Menzies & Thomas Wright      |
| 2008 | Kitten                                             | -               | Jenny Kemp      | Beckett Theatre     | junto a Chris Connelly, Natasha Herbert & Margaret Mills    |
| 2007 | The Lover                                          | Marguerite      | Greg Carroll    | -                   | junto a Greg Carroll                                        |
| 2007 | Homer's Iliad                                      | -               | -               | -                   | junto a Helen Morse & Richard Piper                         |
| 2005 | Cheech, or, The Chrysler Guys Are In Town          | Stephanie       | Gordon McCall   | Fairfax Theatre     | junto a Aaron Blabey, Daniel Frederiksen & Kenneth Spiteri  |
| 2005 | Much Ado About Nothing                             | Beatrice        | Glenn Elston    | -                   | -                                                           |
| 2002 | The V Monologues                                   | -               | -               | -                   | -                                                           |
| 2000 | Art and Soul                                       | -               | Kate Cherry     | Melbourne Theatre   | junto a Robert Essex, Kim Gyngell & Genevieve Morris        |
| 1997 | The Secret Death of Salvador Dali                  | -               | Peter Dunn      | Budinskis Theatre   | junto a Rory Walker                                         |
| 1997 | A Midsummer Night's Dream                          | Hermia          | Glenn Elston    | Royal Theatre       | junto a Michael Fry, Bruce Hughes & Caitlin McDougall       |
| 1996 | Dark Heart                                         | -               | Peter Dunn      | Small Price Theatre | junto a Richard Piper & Phil Spruce                         |
| 1996 | Solstice                                           | Rebecca         | Neill Gladwin   | State Theatre       | junto a Don Barker, Nadine Garner & Bronwyn James           |
| 1996 | Into the Woods                                     | Cenicienta      | Neill Gladwin   | SA Theatre          | -                                                           |
| 1995 | Quasimodo                                          | Esmeralda       | David Myles     | ANZ Theatre         | -                                                           |
| 1995 | Galax-Arena                                        | Joella          | Nigel Jamieson  | Playhouse Theatre   | -                                                           |
| 1995 | Piece of Melb. Cake                                | Sarah           | James Benedict  | -                   | -                                                           |
| 1994 | King Golgrutha/Dust/The Garden of Earthly Delights | Dis/Margaret    | Peter Dunn      | Playhouse Theatre   | junto a Mark Allen, Michael Allen & Kristie Gregg           |
| 1994 | Chicago                                            | Roxie Hart      | Adrian Barnes   | Arts Theatre        | -                                                           |
| 1994 | Miss Julie                                         | Miss Julie      | D Kendall       | Bronhill Theatre    | -                                                           |

## Premios y nominaciones
| Año  | Categoría                                  | Premio             | Obra/Serie | Resultado |
| ---- | ------------------------------------------ | ------------------ | ---------- | --------- |
| 2007 | Best Solo Performer                        | Green Room Award   | The Lover  | Nominada  |
| 2004 | Most Outstanding Actress in a Drama Series | Silver Logie Award | Stingers   | Nominada  |